# Žiar (891 m)
Žiar (891 m) –  szczyt w Magurze Orawskiej w Zewnętrznych Karpatach Zachodnich na Słowacji. Wznosi się w wąskim grzbiecie Minčola, który poprzez wierzchołki  Mačkov (931 m), Močidla (899 m) i Žiar opada do doliny Orawy w miejscowości Istebné. Grzbiet ten oddziela doliny dwóch dopływów Orawy: po zachodniej stronie jest to dolina potoku Istebnianka, po wschodniej potoku Orvišník. W południowym kierunku w przedłużeniu grzbietu Žiaru znajduje się jeszcze nienazwany szczyt 705 m.
Wierzchołek i stoki Žiaru porasta las, jedynie jego południowo-wschodnie, opadające do doliny potoku Orvišnik podnóża są bezleśne, są na nich łąki miejscowości Istebné. Duża polana jest także na wschodnich stokach przełęczy między szczytami Žiar i Močidla. Na zachodnich stokach Žiaru, nad doliną potoku Istebnianka wystają nad lasem duże skały. Przez Žiar nie prowadzi żaden szlak turystyczny.